# Ekkasit Chaobut
Ekkasit Chaobut (thailändisch เอกสิทธิ์ ฉาวบุตร, * 30. März 1991 in Phitsanulok), auch als Ek bekannt, ist ein thailändischer Fußballspieler.

## Karriere
Ekkasit Chaobut erlernte das Fußballspielen in der Jugendmannschaft des Erstligisten Osotspa. Hier unterschrieb er 2009 auch seinen ersten Vertrag. 2013 wurde er an den Drittligisten Paknampho NSRU FC ausgeliehen. Der Zweitligist Bangkok FC lieh ihn die Saison 2014 aus. 2015 wechselte er zum Ligakonkurrenten Songkhla United FC. Nach 21 Spielen wechselte er 2016 zum ebenfalls in der Thai Premier League Division 1 spielenden Chiangmai FC. Nach Samut Prakan zu Super Power Samut Prakan FC ging er 2016. Nachdem der Verein 2017 den letzten Platz belegte und den Weg in die Zweite Liga antreten musste, verließ er den Verein und schloss dich dem Erstligisten Sukhothai FC an. Am Ende der Saison 2020/21 musste er mit dem Verein als Tabellenvierzehnter in die zweite Liga absteigen. Ein Jahr später wurde er mit Sukhothai Vizemeister und stieg direkt wieder in die erste Liga auf. Nach 147 Ligaspielen wechselte er im Juni 2023 nach Nakhon Ratchasima zum Erstligaabsteiger Nakhon Ratchasima FC. Bei dem Verein aus Nakhon Ratchasima stand er bis Anfang Januar 2024 unter Vertrag. Nach 14 Ligaspielen wechselte er im Januar 2024 zu seinem ehemaligen Verein Sukhothai FC. Nach 14 Ligaspielen unterschrieb er im Sommer 2024 einen Vertrag beim Zweitligisten Kanchanaburi Power FC. Am Ende der Saison 2024/25 belegte er mit dem Verein den vierten Tabellenplatz und qualifizierte sich somit für die Play-off-Spiele zur ersten Liga. Im Halbfinale konnte man sich gegen den fünftplatzierten Mahasarakham SBT FC durchsetzen. Im Finale traf man auf den Phrae United FC. Das Hinspiel im eigenen Stadion gewann man mit 3:2. Das Rückspiel endete 2:2. Kanchanaburi gewann mit insgesamt 5:4 und stieg somit in die erste Liga auf. Nach dem Aufstieg wurde sein Vertrag im Mai 2025 nicht verlängert. Für Kanchanaburi bestritt er 27 Ligaspiele.

## Erfolge
Sukhothai FC
- Thailändischer Zweitligavizemeister: 2021/22  ▲